# Dino (film)
Dino is een Amerikaanse dramafilm uit 1957, geregisseerd door Thomas Carr, met in de hoofdrollen Sal Mineo, Brian Keith en Susan Kohner. De film is gebaseerd op het gelijknamig televisiescenario uit 1956.

## Verhaal
Dino (Sal Mineo) wordt vrijgelaten uit een jeugdgevangenis waar hij meerdere jaren heeft doorgebracht omdat hij betrokken was bij de moord op een nachtwaker toen hij 13 jaar oud was. Hij wordt naar maatschappelijk werker Larry Sheridan (Brian Keith) gestuurd voor therapie. Hoewel Sheridan aanvankelijk aarzelt om een nieuwe patiënt aan te nemen vanwege zijn zware werklast, stemt hij ermee in om Dino te zien en blijft hij hem opvolgen. Dino blijkt uit een moeilijke gezinssituatie te komen, en tijdens zijn afwezigheid raakte zijn broer betrokken bij een bende. Dino wordt door de bende overgehaald om mee te doen met hun volgende "klus", de overval op een tankstation.

## Rolverdeling
| Acteur           | Personage      | Opmerkingen       |
| ---------------- | -------------- | ----------------- |
| Sal Mineo        | Dino Minetta   |                   |
| Brian Keith      | Larry Sheridan |                   |
| Susan Kohner     | Shirley        |                   |
| Frank Faylen     | Frank Mandel   |                   |
| Joe De Santis    | Mr. Minetta    |                   |
| Pat DeSimone     | Tony Minetta   |                   |
| Penny Santo      | Mrs. Minetta   |                   |
| Richard Bakalyan | Chuck          |                   |
| Molly McCart     | Frances        |                   |
| Cynthia Chenault | Sylvia         | als Cindy Robbins |
| Rafael Campos    | Boy #2         |                   |